# Comores nos Jogos Paralímpicos de Verão de 2012
Comores foi um dos participantes dos Jogos Paralímpicos de Verão de 2012, na cidade de Londres, no Reino Unido.

## Desempenho

### Natação
Masculino
| Atletas         | Evento               | Preliminares | Preliminares | Final       | Final       |
| Atletas         | Evento               | Marca        | Posição      | Marca       | Posição     |
| --------------- | -------------------- | ------------ | ------------ | ----------- | ----------- |
| Hassani Ahamada | 50 metros livre - S9 | DSQ          | DSQ          | Não avançou | Não avançou |